# المسألة الكبرى (فلم)
المسألة الكبرى من أشهر الأفلام العراقية التي أنتجت (كما عـُرف بعنوان صدام الولاءات clash of loyalties)
انتج هذا الفيلم عام 1983 أثناء الحرب العراقية الإيرانية. يتكلم الفيلم عن ثورة العشرين وأحداثها وكيف تصدى العراقيون للاحتلال الإنكليزي تلك الفترة. تم تصويره في العراق في استديوهات السينما في بغداد في حي المنصور ببغداد وفي أهوار دجلة والفرات وبابل والكوت رغم الحرب بين العراق وإيران
مثل هذا الفيلم من الجانب العراقي كل من الممثلين غازي التكريتي بدور الشيخ ضاري المحمود وطالب الفراتي وجعفر السعدي وفاطمة الربيعي ويوسف العاني بدور الدكتور الشاعر محمد مهدي البصير وسامي قفطان وسامي عبد الحميد وقاسم الملاك بدور الملك فيصل الأول ومن الممثلين الأجانب شارك أيضا بتمثيل الفلم أوليفر ريد دور الكولونيل لجمن. وكذلك شارك في الفيلم مارك سيندن (Marc Sinden) وهيلين ريان بدور مس بيل(Helen Ryan) ورون كودوين (Ron Goodwin)
اخرج هذا الفلم المخرج العراقي محمد شكري جميل وهو من إنتاج جمهورية العراق. كتب نص الفلم كل من رمضان كاطع ومحمد شكري جميل ولطيف جرفاني
تكلفة الفلم 24 مليون دولار أمريكي، ومدة الفلم 184 دقيقة الفيلم. رشح للجائزة الذهبية في مهرجان موسكو السينمائي الدولي 1983.

## روابط فنية
- المسألة الكبرى على موقع IMDb (الإنجليزية)
- المسألة الكبرى على موقع قاعدة بيانات الأفلام العربية
- المسألة الكبرى على موقع قاعدة بيانات الفيلم (الإنجليزية)
- المسألة الكبرى على موقع ليتربوكسد (الإنجليزية)
- المسألة الكبرى على موقع كينوبويسك (الروسية)

## روابط أخرى
كيف حاول صدام حسين غزو هوليوود؟